# ISO 9004
ISO 9004 är en del av ISO 9000-serien, och den standard som ger vägledning till hur organisationer på bästa sätt kan gå tillväga för att uppfylla kraven i standarden ISO 9001 för kvalitetsledning. Standarden visar hur man kan sammanfoga strategi och styrning, så att ledningssystemet enligt ISO 9001 når avsedd nytta i verksamheten. 
I standarden finns ett praktiskt verktyg som hjälper till att kartlägga organisationens styrkor och svagheter, både som helhet och med koppling till kraven i ISO 9001. ISO 9004 fokuserar på ständiga förbättringar. Standarden ger även tips på hur verksamheten kan vidareutvecklas på lämpligt sätt inom respektive område.